# Belleair Shore
Belleair Shore é uma vila localizada no estado americano da Flórida, no condado de Pinellas. Foi incorporada em 1955.

## Geografia
De acordo com o United States Census Bureau, a vila tem uma área de 1 km², onde 0,2 km² estão cobertos por terra e 0,8 km² por água.

### Localidades na vizinhança
O diagrama seguinte representa as localidades num raio de 8 km ao redor de Belleair Shore. 

## Demografia
Segundo o censo nacional de 2010, a sua população é de 109 habitantes e sua densidade populacional é de 701,4 hab/km². É a localidade menos populosa do condado de Pinellas. Possui 55 residências, que resulta em uma densidade de 353,9 residências/km².